# نیوتاوناردز
نیوتاوناردز (به انگلیسی: Newtownards) یک منطقهٔ مسکونی در بریتانیا است که در شهرستان داون واقع شده‌است. نیوتاوناردز ۲۸٬۰۳۹ نفر جمعیت دارد.